# Ajdin Pašović
Ajdin Pašović (1957) è un ex sciatore alpino bosniaco che gareggiò per la nazionale jugoslava.

## Biografia
Pašović, specialista della discesa libera, vinse il titolo nazionale jugoslavo nel 1975; nella successiva stagione 1975-1976 gareggiò in Coppa del Mondo, senza ottenere piazzamenti di rilievo, e prese parte ai XII Giochi olimpici invernali di Innsbruck 1976, sua unica presenza olimpica, dove si classificò 46º nella discesa libera e non completò lo slalom gigante e lo slalom speciale.

## Palmarès

### Campionati jugoslavi
- 1 oro (discesa libera nel 1975)[1]